# ألبرتو مينه
ألبرتو مينه هو فنان قتال مختلط برازيلي، ولد في 2 مايو 1982 في كامبينا غراندي في البرازيل.

## وصلات خارجية
- ألبرتو مينه على موقع يو إف سي (الإنجليزية)
- ألبرتو مينه على موقع شيردوغ (الإنجليزية)
- ألبرتو مينه على موقع Tapology.com (الإنجليزية)